# Cynoglossus durbanensis
Cynoglossus durbanensis är en fiskart som beskrevs av Regan 1921. Cynoglossus durbanensis ingår i släktet Cynoglossus och familjen Cynoglossidae. Inga underarter finns listade i Catalogue of Life.